# ロメッタ
ロメッタ（イタリア語: Rometta, シチリア語: Rametta）は、イタリア共和国シチリア州メッシーナ県にある、人口約6,600人の基礎自治体（コムーネ）。

## 地理

### 位置・広がり

#### 隣接コムーネ
隣接するコムーネは以下の通り。
- メッシーナ
- モンフォルテ・サン・ジョルジョ
- ロッカヴァルディーナ
- サポナーラ
- スパダフォーラ

## 行政

### 分離集落
ロメッタには、以下の分離集落（フラツィオーネ）がある。
- Gimello, Rapano, Rometta Marea, San Cono, Santa Domenica, Sant'Andrea, Conduri, Sottocastello, Torretta, Gimello Monaci, Scalone Oliveto, Safì, Filari, Mazzabruno, Lorenti

## ギャラリー

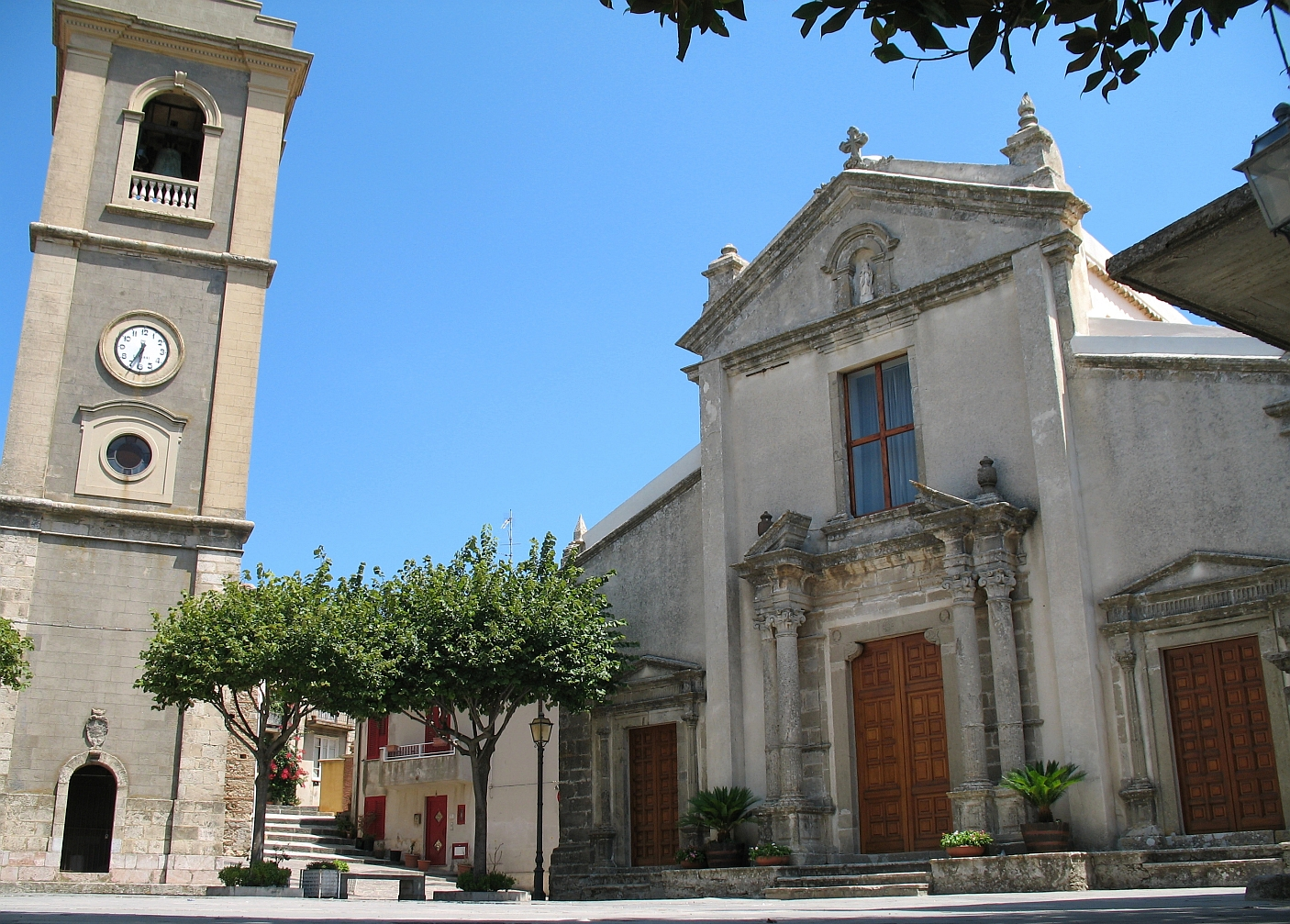
Chiesa Madre e campanile
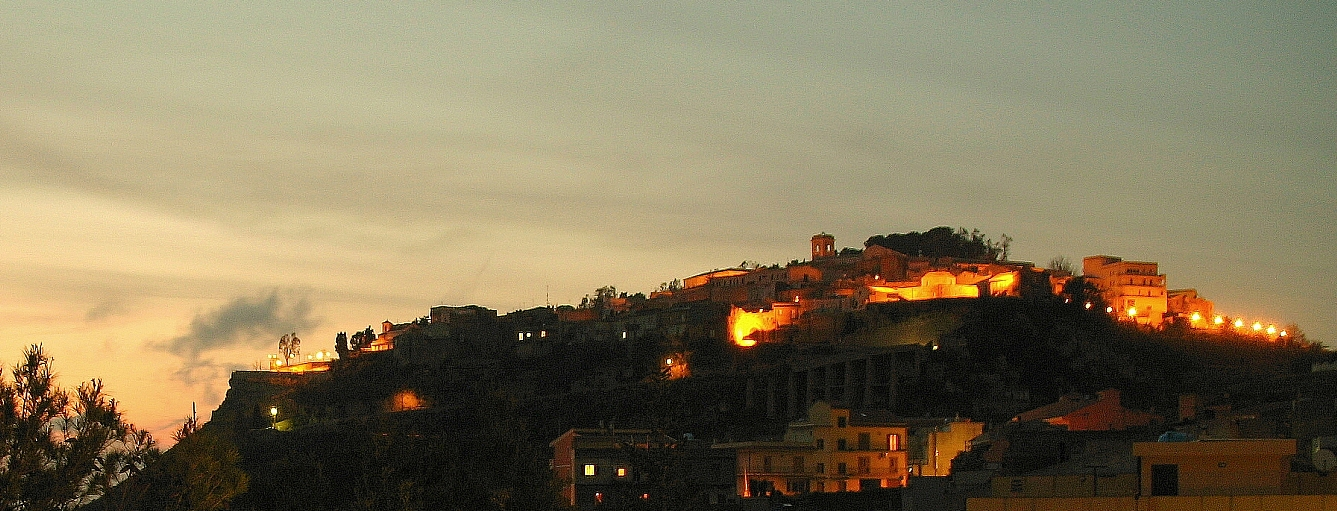
Rometta after the sunset
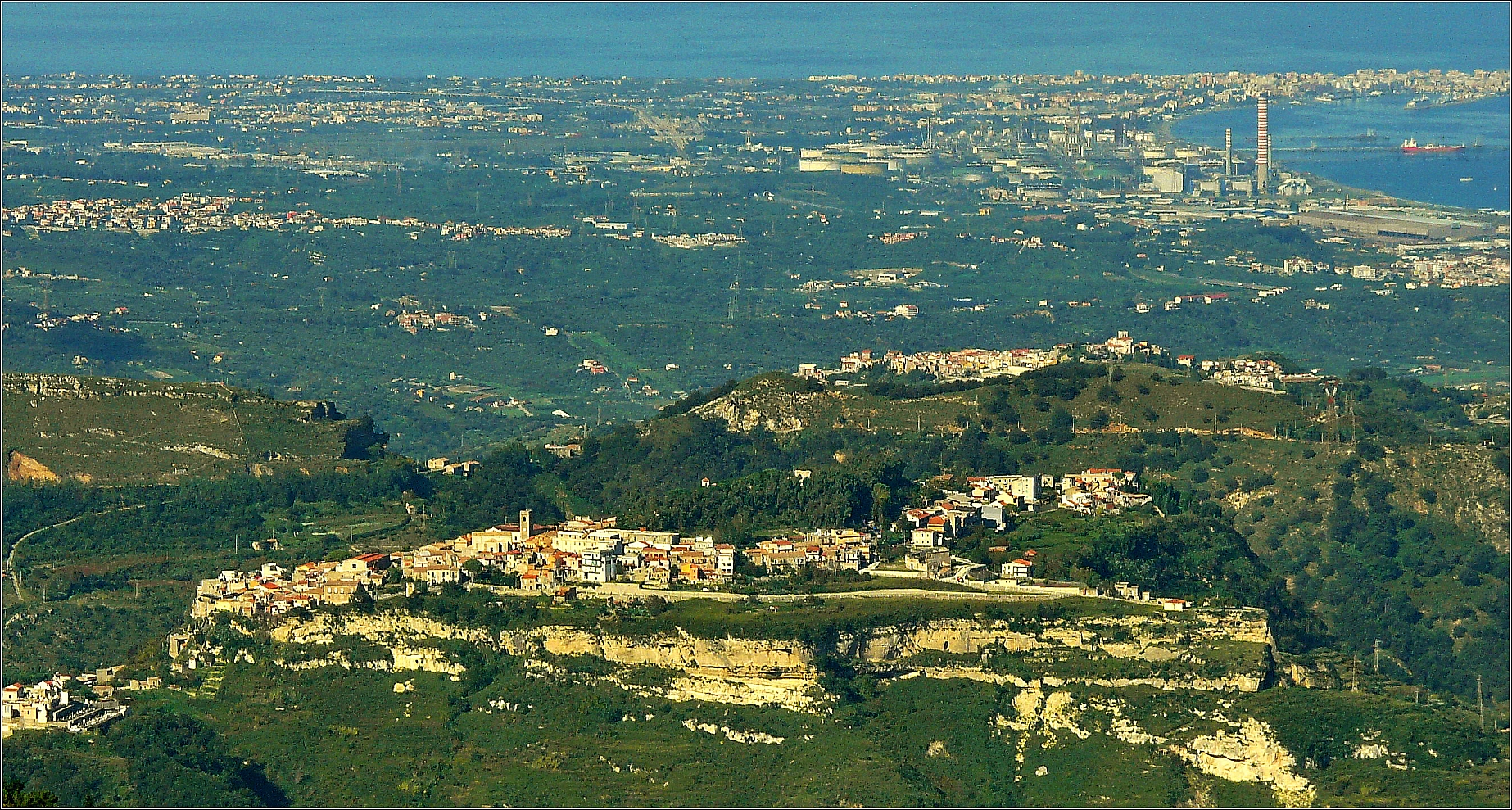
ロメッタ
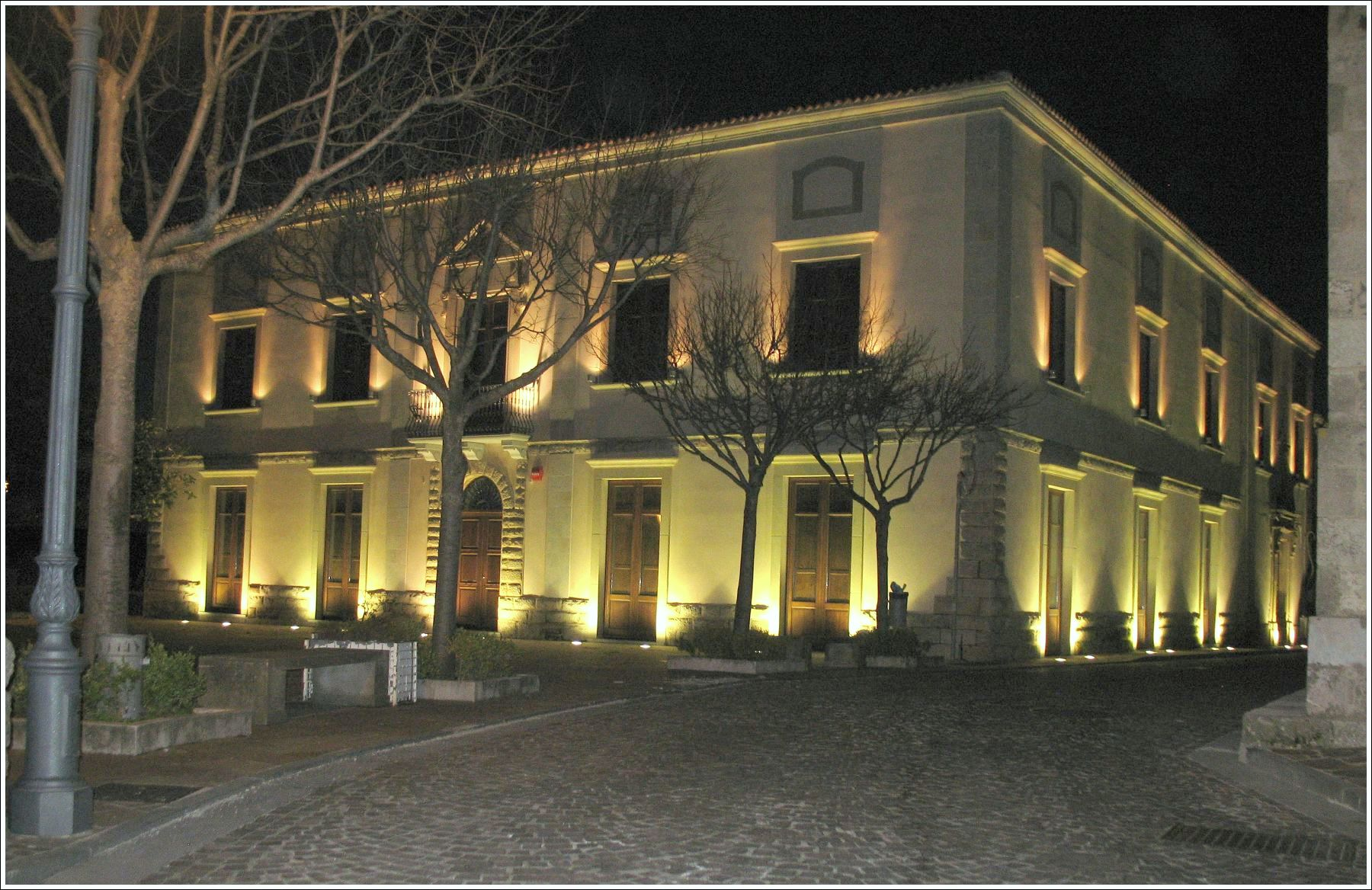
役所
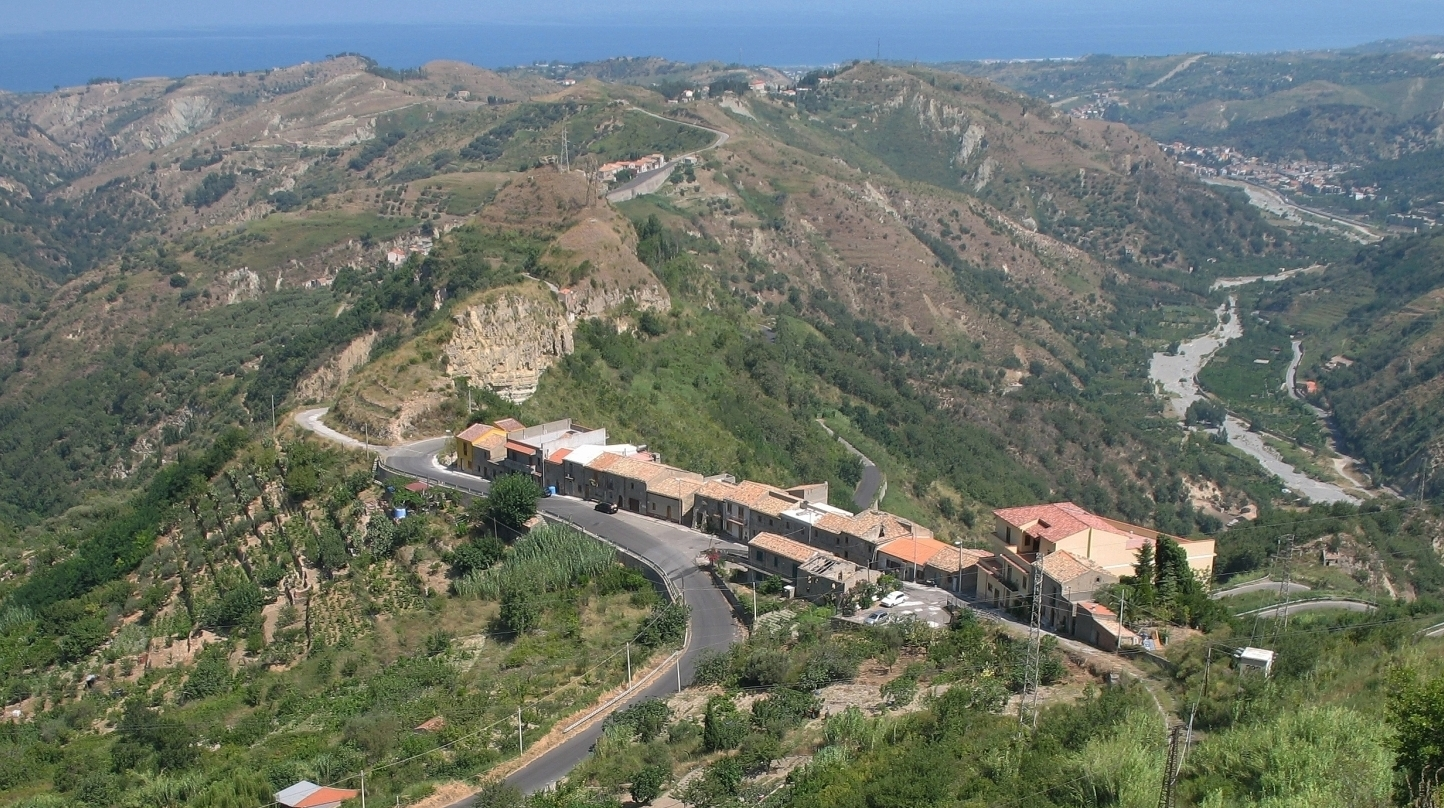
Under Castle (Sottocastello)
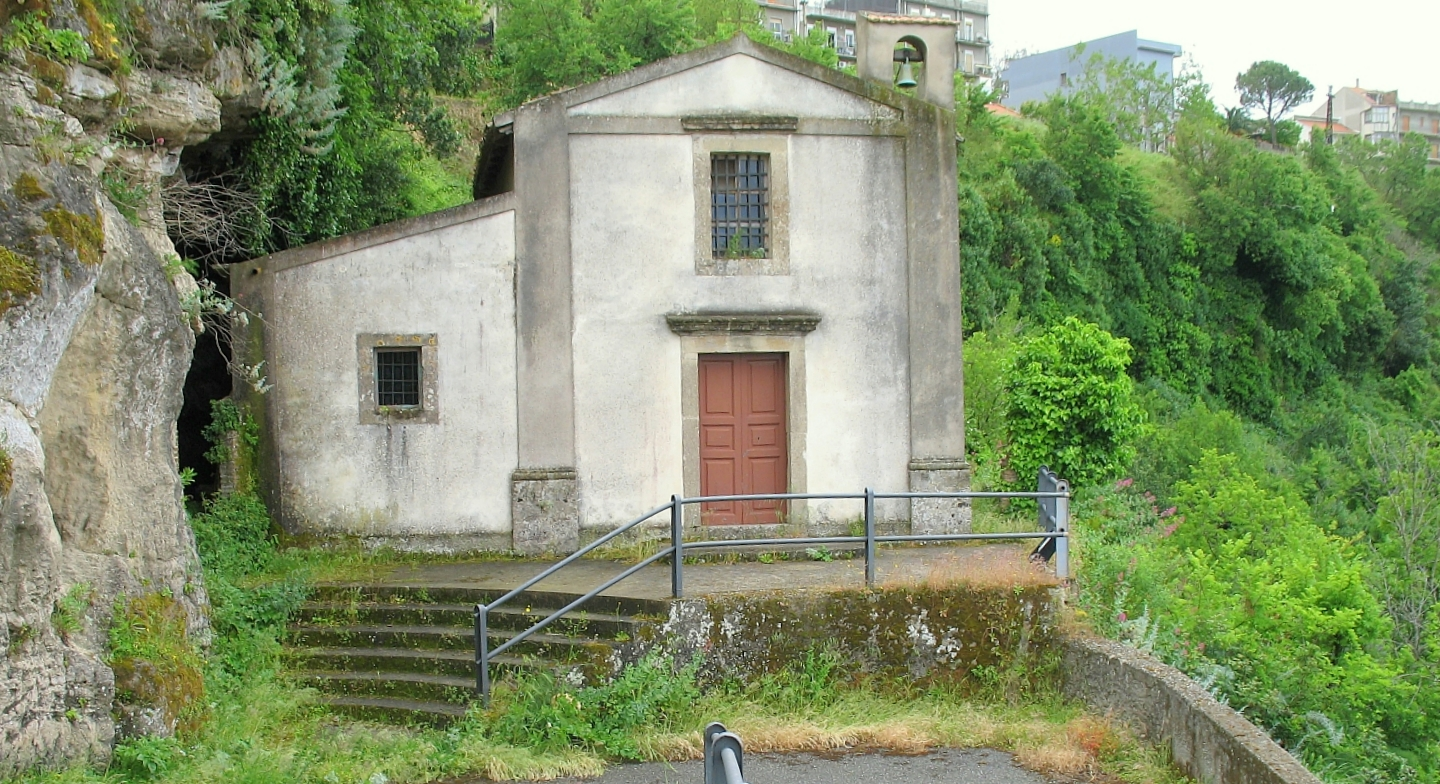
Chiesa Madonna scala
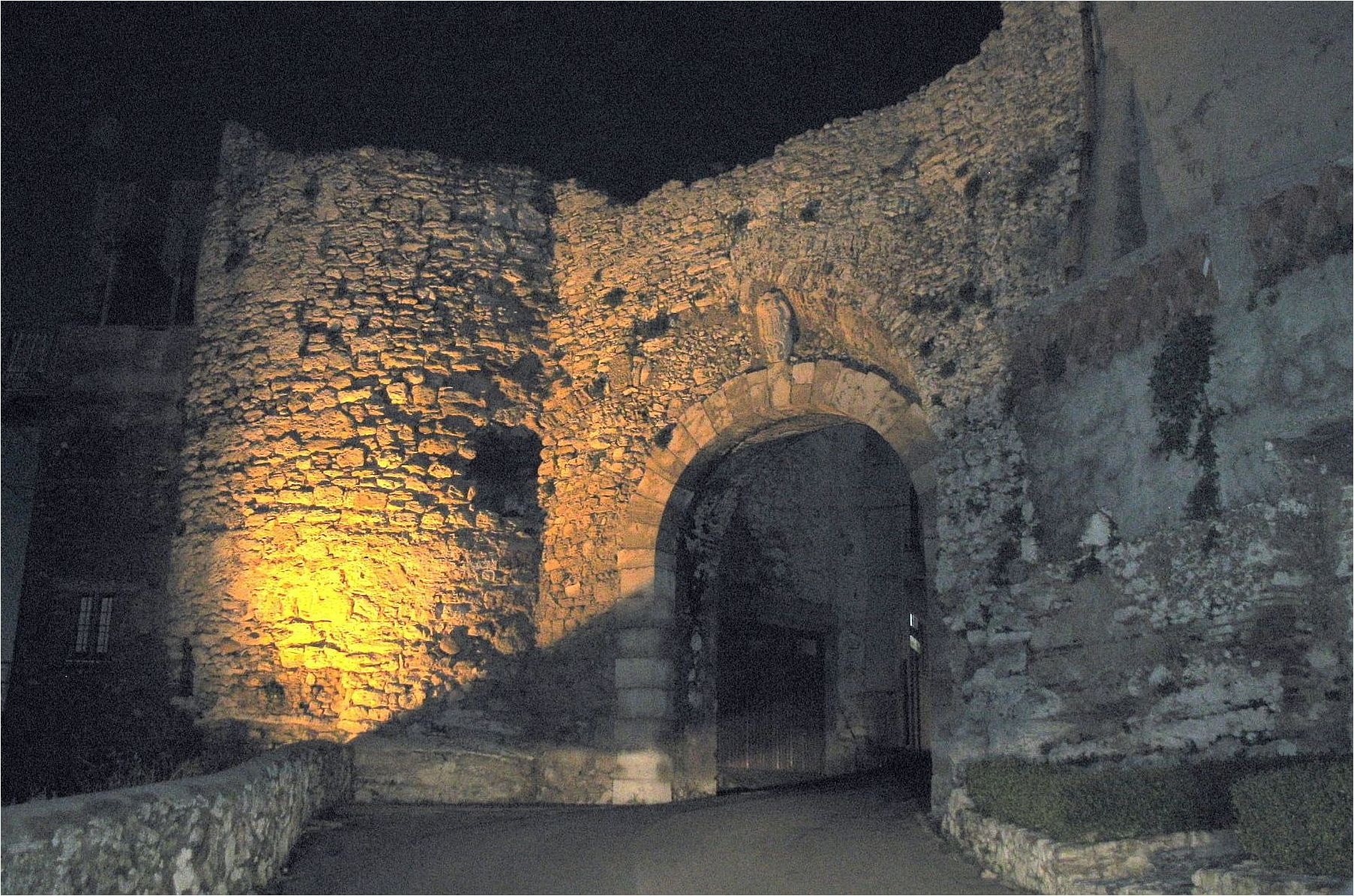
ミラッゾの門